# 22 января
22 января — 22-й день года  по григорианскому календарю.
До конца года остаётся 343 дня (344 дня в високосные годы).
До 15 октября 1582 года — 22 января по юлианскому календарю, с 15 октября 1582 года — 22 января по григорианскому календарю.
В XX и XXI веках соответствует 9 января по юлианскому календарю.

## Праздники и памятные дни
См. также: Категория:Праздники 22 января

### Национальные
- Беларусь — День дипломатического работника.
- Польша — День дедушки.
- Украина — День Соборности.

### Религиозные
Католицизм
 — Память мученика Викентия Сарагосского;
 — память Анастасия Персиянина;
 — память Винсента, Оронция и Виктора;
 — память Гийома-Жозефа Шаминада.
 Православие
 — Память пророка Самея;
 — память преподобного Евстратия Тарсийского, чудотворца (IX в.);
 — память святителя Петра, епископа Севастии Армянской (IV в.);
 — память мученика Полиевкта Мелитинского (259);
 — память Филиппа, митрополита Московского и всея Руси чудотворца (1569);
 — память священномученика Павла Никольского, пресвитера (1943);
 — память преподобного Ионы (в схиме Петра) Киевского (1902).

### Именины
- Католические: Анастасий, Винсент, Виктор, Джозеф, Оронций, Уильям.
- Православные: Антонина, Евстратий, Захария, Никандр, Павел, Пантелеимон, Пахомий, Пётр, Полиевкт, Самей, Филипп.

## События
См. также: Категория:События 22 января

### До XX века
- 888 — Гвидо Сполетский был провозглашён королём Италии.
- 1506 — папа Юлий II приглашает на службу в Ватикан швейцарских гвардейцев, которые с тех пор охраняют папскую резиденцию.
- 1724 — Петром I издан Указ об обязательности знания служащими государственных учреждений Российской империи законов и уставов и о воспрещении оправдываться незнанием законов, под страхом штрафов за неисполнение.
- 1812 — принята первая конституция Луизианы.
- 1863 — в Польше началось Январское восстание.
- 1879
  - Англо-зулусская война: битва при Изандлване, победа зулусов.
  - Англо-зулусская война: сражение у Роркс-Дрифт, победа британцев.

### XX век
- 1901 — Эдуард VII провозглашён королём Великобритании (коронация 9 августа 1902 года) после смерти его матери королевы Виктории.
- 1904 — основана Запорожская областная универсальная научная библиотека.

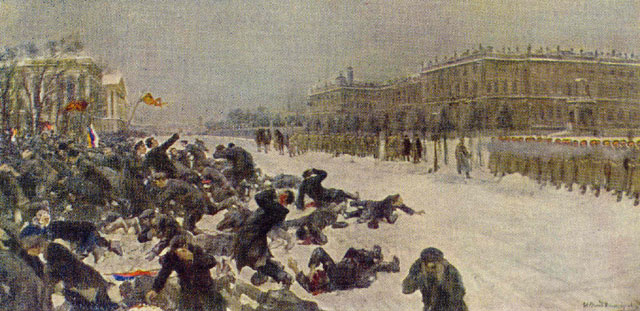
«Кровавое воскресенье»

- 1905 — «Кровавое воскресенье» в Санкт-Петербурге. Начало Первой Русской революции. (9 января по старому стилю).
- 1906 — в Российской империи царскими войсками подавлена Читинская республика.
- 1915 — крушение поезда у Гвадалахары, более 600 погибших.
- 1918 — Украинская Центральная рада своим IV Универсалом провозгласила независимость Украинской Народной Республики.
- 1919 — «Акт объединения УНР и ЗУНР»: торжественное провозглашение объединения Украинской Народной Республики и Западно-Украинской Народной Республики в единое украинское государство.
- 1924 — Рамси Макдональд стал первым в истории премьер-министром Великобритании от Лейбористской партии.
- 1927 — первый прямой радиорепортаж с футбольного матча между «Арсеналом» и «Шеффилд Юнайтед» в Лондоне.
- 1944 — Вторая мировая война: началась Анцио-Неттунская стратегическая военная операция вооружённых сил США и Великобритании против немецких войск.
- 1963 — Шарль де Голль и Конрад Аденауэр подписали в Париже Елисейский договор о дружбе между Францией и ФРГ.
- 1969 — младший лейтенант Советской армии Виктор Ильин предпринял попытку покушения на Леонида Брежнева.
- 1973
  - Катастрофа Boeing 707 в Кано (Нигерия), 176 погибших.
  - Верховный суд США легализовал аборты[4].
  - На Ямайке 24-летний американский боксёр Джордж Форман победил 29-летнего Джо Фрейзера и завоевал три чемпионских пояса.
- 1980 — советский диссидент Андрей Сахаров сослан в город Горький.
- 1992 — открыта первая экзопланета — PSR B1257+12 c.
- 1998 — 12-й старт шаттла «Индевор».

### XXI век
- 2002 — конец вещания ТВ-6.
- 2005 — министр иностранных дел Северной Кореи Ким Ке Гван объявил, что КНДР является ядерной державой.[источник не указан 939 дней]
- 2006 — 46-летний Эво Моралес вступил в должность президента Боливии (занимал её до 2019 года).

## Родились
См. также: Категория:Родившиеся 22 января

### До XIX века
- 1440 — Иван III Васильевич (ум. 1505), великий князь Московский (с 1462), при котором Русь окончательно освободилась от монголо-татарского ига.
- 1561 — Фрэнсис Бэкон (ум. 1626), английский философ, историк, политик и поэт-романтик.

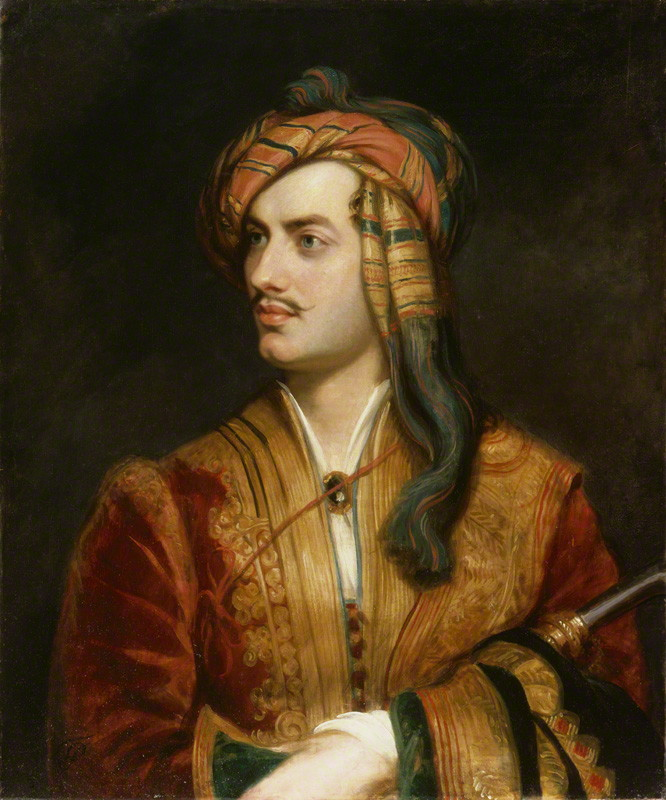
Байрон

- 1573 — Себастьян Вранкс (ум. 1643), фламандский живописец и гравёр эпохи барокко.
- 1729 — Готхольд Эфраим Лессинг (ум. 1781), немецкий драматург, теоретик искусства и литературный критик.
- 1788 — лорд Байрон (Джордж Гордон Байрон; ум. 1824), английский поэт-романтик.
- 1796 — Карл Клаус (ум. 1864), русский химик, фармацевт, первооткрыватель химического элемента рутения.

### XIX век
- 1823 — Григорий Кузьмин-Караваев (ум. 1888), генерал-лейтенант русской армии, военный педагог[5].
- 1827 — Герберт Тейлор Макферсон (ум. 1886), британский военачальник, генерал-лейтенант.
- 1849 — Юхан Август Стриндберг (ум. 1912), шведский писатель и публицист.
- 1851 — Эрнст Миддендорф (ум. 1916), российский естествоиспытатель, орнитолог, путешественник, агроном.
- 1865 — Уилбур Сковилл (ум. 1942), американский учёный-химик.
- 1875 — Дэвид Уорк Гриффит (ум. 1948), американский кинорежиссёр, актёр театра и кино, сценарист и продюсер.
- 1877 — Болеслав Лесьмян (ум. 1937), польский поэт.
- 1879 — Франсис Пикабиа (ум. 1953), французский художник-дадаист и сюрреалист.
- 1892 — Марсель Дассо (ум. 1986), французский авиационный инженер, промышленник, политик.
- 1893 — Конрад Фейдт (ум. 1943), немецкий актёр театра и кино.
- 1898 — Сергей Эйзенштейн (ум. 1948), советский режиссёр театра и кино, художник, сценарист, теоретик искусства, педагог.
- 1899 — Юстас Палецкис (ум. 1980), литовский журналист и поэт, советский государственный деятель.
- 1900 — Эрнст Буш (ум. 1980), немецкий актёр театра и кино, певец, коммунистический активист.

### XX век
- 1904
  - Джордж Баланчин (при рожд. Георгий Баланчивадзе; ум. 1983), российский и американский артист балета, балетмейстер, хореограф, балетный педагог.
  - Аркадий Гайдар (наст. фамилия Голиков; погиб в 1941), русский советский детский писатель, сценарист, журналист, военный корреспондент.
- 1906 — Роберт Ирвин Говард (ум. 1936), американский писатель-фантаст.
- 1907 — Барух Ашлаг (ум. 1991), польский и израильский раввин, каббалист.
- 1908 — Лев Ландау (ум. 1968), советский физик, академик, лауреат Нобелевской премии (1962).
- 1909
  - Марта Норелиус (ум. 1955), американская пловчиха, трёхкратная олимпийская чемпионка (1924 и 1928)
  - У Тан (ум. 1974), бирманский дипломат, третий Генеральный секретарь ООН (1962—1971).
- 1911 — Бруно Крайский (ум. 1990), австрийский государственный деятель.
- 1913 — Степан Артёменко (ум. 1977), советский военачальник, полковник. Дважды Герой Советского Союза.
- 1917 — Элизабет Сёрл Лэм (ум. 2005), поэтесса, «первая леди американского хайку».
- 1920 — сэр Альф Рамсей (ум. 1999), английский футболист и тренер, главный тренер сборной Англии на победном чемпионате мира 1966 года.
- 1921 — Арно Бабаджанян (ум. 1983), композитор, пианист, народный артист СССР.
- 1922 — Юрий Левитанский (ум. 1996), советский и российский поэт, переводчик.
- 1928 — Пётр Проскурин (ум. 2001), русский советский писатель, Герой Социалистического Труда.
- 1931 — Галина Зыбина (ум. 2024), советская легкоатлетка, олимпийская чемпионка в толкании ядра (1952).
- 1932 — Пайпер Лори (настоящее имя Розетта Джейкобс ум. 2023), американская актриса снялась включающей в более чем сто фильмов и театральных постановок. Обладательница премии «Золотой глобус» (1991) и телевизионной премии «Эмми» (1987).
- 1933 — Юрий Чесноков (ум. 2010), советский волейболист, олимпийский чемпион (1964), двукратный чемпион мира, тренер.
- 1935
  - Сэм Кук (убит в 1964), американский певец и композитор.
  - отец Александр Мень (убит в 1990), русский православный священник, богослов и проповедник.
  - Валентина Талызина (ум. 2025), актриса театра и кино, народная артистка РСФСР.
- 1937 — Джозеф Уэмбо, американский писатель.
- 1938 — Алтаир (полное имя Алтаир Гомес де Фигейредо, ум. 2019), бразильский футболист, чемпион мира (1962).
- 1939 
  - Лариса Малеванная, актриса театра и кино, театральный режиссёр, литератор, народная артистка РСФСР.
  - Альфредо Паласио Гонсалес (ум. 2025), эквадорский хирург-кардиолог, президент Эквадора в (2005—2007).
  - Жан-Клод Трамбле (ум. 1994), канадский хоккеист, 5-кратный обладатель Кубка Стэнли.
- 1940 — сэр Джон Хёрт (ум. 2017), английский актёр.
- 1944 — Хосров Голсорхи (казнён 1974), иранский журналист, поэт, революционер.
- 1946
  - Малкольм Макларен (ум. 2010), британский музыкант и продюсер, бывший менеджер группы Sex Pistols.
  - Серж Савар, канадский хоккеист, 8-кратный обладатель Кубка Стэнли в составе «Монреаль Канадиенс».
- 1947 — Владимир Оравски, шведский писатель, драматург, кинорежиссёр.
- 1949 — Стив Перри, американский певец, автор песен, бывший вокалист группы Journey.
- 1951 — Ондрей Непела (ум. 1989), словацкий фигурист, олимпийский чемпион в одиночном катании (1972), трёхкратный чемпион мира.
- 1953 — Джим Джармуш, американский кинорежиссёр, сценарист и музыкант, призёр Каннского кинофестиваля.
- 1954 — Леонид Ярмольник, советский и российский актёр театра, кино и дубляжа, продюсер, теле- и радиоведущий.
- 1960 — Майкл Хатченс (покончил с собой в 1997), вокалист австралийской рок-группы INXS.
- 1961 — Борис Краснов (при рожд. Борис Ройтер; ум. 2021), российский художник-сценограф, дизайнер, продюсер.
- 1963 — Георгий Боос, российский политик и бизнесмен, в 2005—2010 гг. губернатор Калининградской области.
- 1964 — Стоян Вранкович, югославский и хорватский баскетболист, двукратный призёр Олимпийских игр, президент Хорватского баскетбольного союза (2016—2022).
- 1965
  - Стивен Адлер, барабанщик рок-группы Guns N’ Roses.
  - Дайан Лейн, американская актриса кино и телевидения.
- 1967 — Екатерина Сабо, румынская гимнастка, 4-кратная олимпийская чемпионка (1984).
- 1968 
  - Ракель Кэссиди, английская актриса театра, кино и телевидения.
  - Франк Лебёф, французский футболист, чемпион мира (1998) и Европы (2000).
  - Хит (настоящее имя Хироси Мориэ; ум. 2023), японский музыкант и автор-исполнитель. Бас-гитарист метал-группы X Japan.
- 1969 — Маркус Эгглер, швейцарский кёрлингист, двукратный призёр Олимпийских игр.
- 1971 — Стэн Коллимор, английский футболист.
- 1972 — Виктор Булатов, советский и российский футболист, ныне тренер.
- 1973 — Рожерио Сени, бразильский футболист, вратарь, забивший больше всех мячей в истории, чемпион мира (2002).
- 1974 — Джозеф Мускат, мальтийский политик, премьер-министр Мальты (2013—2020).
- 1977 — Хидэтоси Наката, японский футболист.
- 1981 — Бен Муди, американский гитарист и продюсер, один из основателей рок-группы Evanescence.
- 1982 — Томас Кох, австрийский прыгун с трамплина, олимпийский чемпион (2006).
- 1987 — Астрид Якобсен, норвежская лыжница, олимпийская чемпионка, трёхкратная чемпионка мира.
- 1988 
  - Валерия Козлова, российская певица и актриса.
  - Марсель Шмельцер, немецкий футболист.
- 1990 — Ализе Корне, французская теннисистка, бывшая 11-я ракетка мира.
- 1996 — Сэми Гейл, американская актриса театра, кино и телевидения.
- 1997 — Фань Чжэньдун, китайский игрок в настольный теннис, олимпийский чемпион (2020), многократный чемпион мира.

## Скончались
См. также: Категория:Умершие 22 января

### До XX века
- 1592 — Елизавета Австрийская (р. 1554), супруга короля Франции Карла IX.
- 1666 — Шах-Джахан (р. 1592), падишах Империи Бабуридов (1627—1658), строитель Тадж-Махала.
- 1755 — Антони Виладомат (р. 1678), каталонский художник эпохи барокко.
- 1798 — Ираклий II (р. 1720), грузинский царь, заключивший с Россией Георгиевский трактат.
- 1832 — Молли Питчер (р. 1754), героиня войны за независимость США.
- 1840 — Иоганн Фридрих Блуменбах (р. 1752), немецкий анатом, антрополог, естествоиспытатель.
- 1856 — Виктор д’Арленкур (р. 1788), французский поэт, историк и писатель.
- 1867 — Пётр Севастьянов (р. 1811), русский археолог и археограф, собиратель древних славянских и византийских книг.
- 1897 — Пётр Боклевский (р. 1816), один из крупнейших русских художников-иллюстраторов.
- 1900 — Дэвид Эдвард Хьюз (р. 1831), английский и американский физик, изобретатель микрофона.

### XX век
- 1901 — Виктория (р. 1819), королева Великобритании (с 1837).
- 1906 — Джордж Якоб Холиок (р. 1817), английский публицист и деятель рабочего движения.
- 1908 — Жюль Луи Леваль (р. 1823), французский генерал, военный министр Франции, военный теоретик и писатель.
- 1918 — Пётр Баллод (р. 1839), русский врач, философ и революционер.
- 1919 — Карл Олоф Ларсон (р. 1853), шведский живописец.
- 1922
  - Фредрик Байер (р. 1837), датский политик, пацифист, лауреат Нобелевской премии мира (1908).
  - Бенедикт XV (в миру Джакомо, маркиз делла Кьеза; р. 1854), 258-й Папа Римский (1914—1922).
  - Мари Энмон Камиль Жордан (р. 1838), французский математик.
- 1942 — Уолтер Сикерт (р. 1860), английский художник.
- 1945 — Эльза Ласкер-Шюлер (р. 1869), немецкая поэтесса и писательница еврейского происхождения.
- 1951 — Харальд Бор (р. 1887), датский математик, автор теоремы Бора-Ландау, брат физика Нильса Бора.
- 1954 — Николай Суетин (р. 1897), русский советский художник-авангардист, мастер дизайна, графики, фарфоровой живописи.
- 1959
  - Виссарион Саянов (р. 1903), русский советский писатель и поэт.
  - погиб Майкл Хоторн (р. 1929), британский автогонщик, чемпион мира «Формулы-1» (1958).
- 1960 — Степан Каюков (р. 1898), актёр театра и кино, народный артист РСФСР (фильмы: «Юность Максима», «Депутат Балтики», «Человек с ружьём» и др.).
- 1967 — Джобина Ролстон (р. 1899), американская актриса немого кино.
- 1973 — Линдон Бэйнс Джонсон (р. 1908), 36-й президент США (1963—1969).
- 1974 — Антанас Снечкус (р. 1903), советский партийный деятель, первый секретарь ЦК Компартии Литвы (1940—1974).
- 1976
  - Гайрати (наст. имя Абдурахим Абдуллаев; р. 1905), узбекский советский писатель, народный поэт Узбекистана.
  - Цецилия Мансурова (р. 1896), актриса Театра имени Е. Вахтангова, педагог, народная артистка СССР.
- 1980 — Антал Гидаш (при рожд. Дьюла Санто; р. 1899), венгерский поэт, прозаик, мемуарист.
- 1983
  - Михаил Бойко (р. 1910), советский военный деятель, генерал-майор.
  - Лев Миров (р. 1903), артист эстрады, актёр, конферансье, народный артист РСФСР.
- 1985 — Михаил Громов (р. 1899), советский лётчик, генерал-полковник авиации, спортсмен-тяжелоатлет, профессор, Герой Советского Союза.
- 1993 — Кобо Абэ (наст. имя Абэ Кимифуса; р. 1924), японский писатель-прозаик, драматург, сценарист.
- 1994 — Жан-Луи Барро (р. 1910), французский актёр и режиссёр театра и кино.
- 1996 — Пётр Шелест (р. 1908), советский партийный и государственный деятель, в 1963—1972 гг. первый секретарь ЦК Компартии Украины.

### XXI век
- 2002 — Уильям Кеннет Армитидж (р. 1916), английский скульптор.
- 2005 — Консуэло Веласкес Торрес (р. 1916), мексиканская пианистка, автор песни «Bésame mucho».
- 2007 — Олег Мокшанцев (р. 1924), актёр театра и кино, мастер дубляжа, заслуженный артист РСФСР.
- 2008
  - Хит Леджер (р. 1979), австралийский актёр, лауреат премий «Оскар», «Золотой глобус» и др.
  - Клод Пирон (р. 1931), швейцарский лингвист и психолог, эсперантист.
- 2014 — убит Сергей Нигоян (р. 1993), активист Евромайдана, Герой Украины.
- 2018 — Джимми Армфилд (р. 1935), английский футболист и футбольный тренер, чемпион мира (1966).
- 2024
  - Арно Пензиас (р. 1933), американско-немецкий астрофизик, профессор, лауреат Нобелевской премии по физике (1978).
  - Анатолий Поливода (р. 1947), советский баскетболист, олимпийский чемпион (1972), чемпион мира (1967), трёхкратный чемпион Европы. Заслуженный мастер спорта СССР (1971).
  - Луиджи Рива (р. 1944), итальянский футболист, нападающий. Чемпион Европы (1968), вице-чемпион мира (1970). Лучший бомбардир в истории сборной Италии.

## Народный календарь, приметы и фольклор Руси
День Евстратия.
- Коли домашний скот, выпущенный во двор, будет стремиться вернуться в хлев — быть снегу и холоду.
- Ясный день сулит хороший урожай[7].